# Calyptrophora trilepis
Calyptrophora trilepis is een zachte koraalsoort uit de familie Primnoidae. De koraalsoort komt uit het geslacht Calyptrophora. Calyptrophora trilepis werd in 1868 voor het eerst wetenschappelijk beschreven door Pourtales. 